# Tieriec (1887)
Kanonierka "Tieriec" (ros. Канонерская лодка "Терец") – rosyjski, a następnie radziecki okręt wojenny w składzie Floty Czarnomorskiej w latach 1888–1931
Budowa okrętu odbywała się w ramach programu rozbudowy rosyjskich sił morskich z 1885 r. na podstawie konstrukcji kanonierki "Manczżur". 18 maja 1886 r. w stoczni Rosyjskiego Towarzystwa Morskiego i Handlu w Sewastopolu została położona stępka. 29 sierpnia 1887 r. okręt został zwodowany. W lutym 1888 r. rozpoczął służbę we Flocie Czarnomorskiej. W 1889 r. został przeniesiony do eskadry Morza Śródziemnego, a w 1890 r. powrócił do eskadry Morza Czarnego. W 1895 r. odbył wizytę we francuskim porcie w Tulonie. W 1900 r. miał miejsce w stoczni w Mikołajowie remont generalny kadłuba i mechanizmów. Zmieniono też część uzbrojenia. Od 1901 r. kanonierka odgrywała rolę okrętu ćwiczebnego. W listopadzie 1905 r. ostrzelała krążownik "Oczakow", którego załoga zbuntowała się na fali rewolucyjnych nastrojów w Rosji. W 1912 r. przeszła powtórny remont generalny i całkowite przezbrojenie. Brała udział w I wojnie światowej. Wchodziła w skład ochrony północno-zachodniego wybrzeża Morza Czarnego. W sierpniu 1916 r. została przeniesiona do Flotylli Dunajskiej. 18 stycznia 1918 r. w Sewastopolu okręt opanowali zrewolucjonizowani marynarze. 1 maja tego roku przejęły go okupacyjne wojska niemieckie, zaś w listopadzie wojska Białych. Jednakże już w grudniu zajęły go oddziały francusko-brytyjskie. W kwietniu 1919 r. interwenci zwrócili okręt Białym. Wszedł on w skład Floty Czarnomorskiej Białych. 8 marca 1920 r. podczas walki artyleryjskiej z bolszewickim pociągiem pancernym otrzymał kilka trafień. 2 dni potem mocno uszkodzony okręt wizytował gen. Piotr N. Wrangel, który jego dowódcę mianował na wyższy stopień wojskowy. W poł. listopada tego roku, po ewakuacji z Krymu wojsk Białych, okręt przejęli bolszewicy. W 1921 r. przeszedł remont generalny kadłuba i mechanizmów. 31 grudnia 1922 r. został przemianowany na "Znamia Socyalizma". Od 26 października 1926 r. pełnił rolę stacjonarnej baterii obrony portu w Sewastopolu. W 1931 r. zostało zdjęte całe uzbrojenie, zaś okręt przekazano zakładom EPRON, zostając pływającym składem materiałów budowlanych. Wkrótce został rozebrany na złom.